# Battaglia di Shubra Khit
La battaglia di Shubra Khit (bataille de Chebreiss in lingua francese) fu un episodio della Campagna d'Egitto, avvenuto il 13 luglio 1798 sulla riva sinistra del Nilo, fra l'armata di Napoleone Bonaparte e l'esercito del Governatore d'Egitto Murad Bey.

## Antefatti

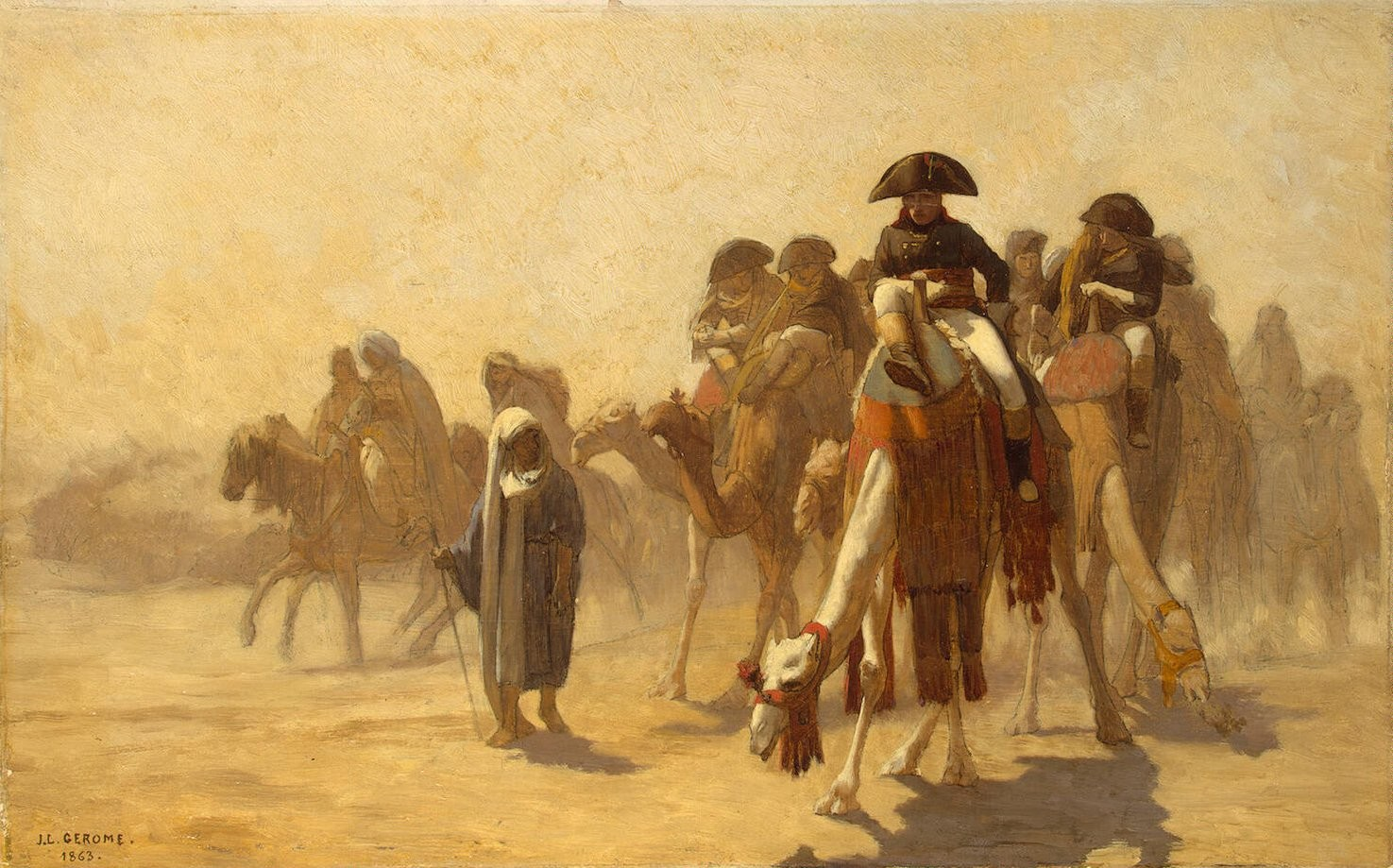
Napoleone ed i suoi generali in Egitto, Jean-Léon Gérôme, 1863

Dopo essere sbarcata il 1 luglio e conquistato Alessandria, l'armata francese marciò diretta a Il Cairo, parte di essa attraverso Rosetta e parte attraverso il deserto. Il ricongiungimento fra la due colonne e la flottiglia comandata da Perrée, che stava risalendo il Nilo, ebbe luogo a ar-Rahmanyah il giorno 10 e l'armata risalì quindi il Nilo lungo la riva sinistra.
Murad Bey decise di andare incontro ai francesi alla testa della sua cavalleria mamelucca, dei fanti giannizzeri e di una flottiglia di barche cannoniere. Lo scontro ebbe luogo presso il villaggio di Shubra Khit (o Chobrâkhyt).

## La battaglia
Bonaparte disponeva di circa 20000 uomini ripartiti in cinque divisioni. Le divisioni di Desaix e di Louis André Bon fecero fronte, mentre le divisioni di Reynier, di Dugua e di Vial si disposero a scudo verso il fiume.
Murad Bey aveva a sua disposizione fra 3000 e 4000 cavalieri, cui si aggiungevano 2000 fanti e 20 cannoni.
I mamelucchi tentarono una carica frontale che fallì di fronte al quadrato formato dalla fanteria francese, poi cercarono di aggirarlo ma incapparono nelle divisioni di riserva e la brillante cavalleria ottomana sbandò.
Simultaneamente la flottiglia di Perrée affrontò le cannoniere turche, manovrate da piloti greci, e due cannoniere ed una galea francesi dovettero essere abbandonate, rimanendo loro solo uno sciabecco e la terza cannoniera, entrambe zeppe dei civili che erano stati recuperati dai naufragi delle navi perdute. Esse furono attaccate dalla flottiglia di Murad Bey, oltre che dai cannoni e dalle armi da fuoco individuali sulla riva del Nilo. Tuttavia la nave di Perrée, Le Cerf cercò di puntare il tiro sulla nave-magazzino turca, che prese fuoco ed esplose. A questo punto sia le forze terrestri che quelle fluviali di Mourad Bey si ritirarono.

## Conseguenze
I mamelucchi contarono circa un migliaio di perdite umane, tra combattenti morti e feriti, mentre le perdite tra i francesi risultarono poco significative.
I mamelucchi, fino a quel momento paghi della loro potenza militare, si resero conto a quel momento del valore dell'armata francese, mentre le truppe francesi ripresero coraggio dallo sbandamento nemico, dopo una faticosa traversata del deserto.
Con questo primo scontro con la cavalleria egiziana, l'armata francese inaugurò la formazione "a quadrato". Questa tattica, inventata dai russi nel corso delle loro guerre contro la Sublime porta nei Balcani, verrà utilizzata con successo più volte nelle battaglie europee delle armate dell'impero francese.
Circa due settimane dopo, i due eserciti si affrontarono nuovamente, nella celebre battaglia delle piramidi, dove l'esercito mamelucco fu nuovamente sconfitto.